# Physaria lepidota
Physaria lepidota är en korsblommig växtart som beskrevs av Reed Clark Rollins. Physaria lepidota ingår i släktet Physaria och familjen korsblommiga växter.

## Underarter
Arten delas in i följande underarter:
- P. l. lepidota
- P. l. membranacea